# Buscando chilenos
Buscando chilenos es el primer disco formal y grabado en estudio profesional de la agrupación chilena Sexual Democracia y el segundo de la banda en editarse. 

## Historia
Contiene varios de los temas que aparecieron en el disco autoeditado anterior "Los chicos buenos".
El disco, a pesar de la escasa difusión radial que tuvo, superó las 100 000 copias de venta, según estimaciones de la época, siendo por lejos el más vendido del grupo hasta hoy y uno de los tres únicos álbumes de rock nacional de los 90 que logró tal nivel de ventas, junto a Doble opuesto de La Ley y el Unplugged de Los Tres.
Esta producción permitió a la banda valdiviana abandonar el underground y llegar a todo Chile hasta el escenario del Festival de Viña del Mar en su edición de 1992. Recordado como un casete blanco, chistoso, con canciones muy simples y reconocibles que crítican la falta de identidad de los chilenos.
El disco, lanzado en 1990 por el Sello Alerce, significó además el último contrato discográfico que gestionó el célebre locutor radial Ricardo García, creador del sello, antes de su muerte en junio de ese año.
Destacan los temas Los chicos buenos (bomberos), Los pitutos, Profanador de cunas, Canción pacífico-violenta, Esta noche ando trash, Regionalización.

## Lista de canciones
Todas las canciones escritas y compuestas por Miguel Barriga e Iván Briceño. 
| N.º | Título                         | Duración |  |
| 1.  | «Acuérdese de su pobre hígado» | 3:20     |  |
| 2.  | «Profanador de cunas»          | 5:02     |  |
| 3.  | «Regionalización»              | 3:46     |  |
| 4.  | «¿Me querrás igual?»           | 6:07     |  |
| 5.  | «Los pitutos»                  | 5:33     |  |
| 6.  | «Los chicos buenos (Bomberos)» | 5:22     |  |
| 7.  | «Ella gana más plata que yo»   | 3:02     |  |
| 8.  | «Esta noche ando trash»        | 3:57     |  |
| 9.  | «180 grados»                   | 3:08     |  |
| 10. | «Canción pacífico-violenta»    | 4:45     |  |
| 11. | «Buscando chilenos»            | 4:13     |  |

## Músicos
- Miguel Barriga Parra: Voz
- Samuel Gallardo: Bajo.
- Andrés Magdalena: Guitarra, Voz.
- Iván Briceño: Teclados, Voz.
- Fernando Fainberg: Batería.

### Invitados
- Fernando Solís: Voz (2).
- Germán Céspedes: Bajo (4, 7, 9).